# Campodipietra
Campodipietra è un comune italiano di 2 378 abitanti della provincia di Campobasso in Molise e rientra fra la cintura di borghi che attorniano Campobasso, il capoluogo regionale.

## Geografia fisica
Il borgo molisano sorge nella parte inferiore di una cresta appenninica, e il suo centro storico poggia direttamente su un banco di roccia arenaria a strapiombo su un burrone, chiamato "fosso a basso". Il suo territorio è ricco di corsi d’acqua di varie dimensioni, come i torrenti Tappino e Ruviato e diversi ruscelli. Sono presenti anche numerose fonti, come la Petuglia, la Cigliana e la Iarea, tutte captate dall'acquedotto comunale. L’orografia del territorio è prettamente collinare, con quote altimetriche che variano tra i 700 m (contrada "Testara") e i 360 m (contrada "Macchie"). Il paesaggio rurale odierno è molto diverso da quello che testimoniano le antiche mappe, siccome un tempo le colline di Campodipietra erano coperte da vigneti e uliveti e le terre che non erano destinate al pascolo di pecore e capre erano coltivate a grano, legumi, mais, canapa e lino.

## Storia
Il territorio in cui sorge Campodipietra è stato per secoli un crocevia strategico per la presenza del tratturo Lucera-Castel di Sangro, un'antica via di transumanza che collegava l'Abruzzo con la Puglia. Il paese era luogo di sosta per i pastori transumanti e le loro greggi, che costituivano importanti occasioni di commerci.

### Età antica
I reperti più antichi finora rinvenuti, conservati nel Museo Sannitico di Campobasso, testimoniano la presenza umana a Campodipietra a partire dall'età sannitica: si tratta di tre bracciali bronzei di VII-VI secolo a. C. e di una statuetta bronzea ellenistica del dio Ercole datata al IV secolo a.C., tra le più importanti sculture dell'epoca rinvenute in regione. In età romana la zona del paese dipendeva dal municipio di Saepinum, e nel territorio campopetrese sono state rinvenute diverse necropoli e tre ville rustiche (nelle contrade Pezze Grandi, Marchisi e Valli). Le tracce più evidenti della dominazione romana sono una lapide funeraria con i ritratti scolpiti di due coniugi del II sec. d.C. e un'altra, con iscrizione latina, la quale attesta che la villa sita a Pezze Grandi era posseduta da liberti di una potente famiglia, gli Accii, originaria di Saepinum.

### Età medievale e moderna
Probabilmente la popolazione romana superstite di queste ville agricole al momento della caduta dell'Impero romano si concentrò in un piccolo villaggio di nuova fondazione, arroccato sulla rupe nella parte più bassa del paese odierno (zona detta "Coste di Santa Maria"), battezzandolo precisamente Campus de petra, traendo il nome proprio da quella lastra funeraria romana con i coniugi scolpiti. Nell’anno 1022 a Campodipietra si fermò Enrico II, imperatore del Sacro Romano Impero germanico, durante la sua spedizione contro la Puglia bizantina. In quest'occasione l'abate Ilario dell'abbazia di San Vincenzo al Volturno lo incontrò per chiedergli di emanare una sentenza a favore dell’abbazia sul possesso di alcune proprietà in Abruzzo, lasciando così le prime testimonianze scritte del paese. In seguito il paese venne controllato da numerose famiglie nobiliari, come i Marchisio, i Monforte, i Di Capua e i Di Sangro.
La duchessa di Campolieto Claudia Carafa (vissuta nel Seicento, forse costruttrice di un mulino e un palazzo Ducale di fronte alla chiesa madre del paese), ricordata con favore, approvò nuovi statuti civici e liberò la popolazione dall’obbligo di sostentare le truppe militari di passaggio.

### Età contemporanea
Dalla fine del Settecento il paese ha conosciuto una lenta crescita urbanistica ed economica, interrotta però dai numerosi eventi che hanno coinvolto il Campodipietra nei secoli XIX e XX, come l'unificazione italiana (che comportò immediate crisi economiche nelle regioni meridionali), le due guerre mondiali, la massiccia emigrazione verso l'estero ancora ininterrotta e la limitata industrializzazione del territorio.

### Simboli
Lo stemma è stato riconosciuto con decreto del capo del governo del 3 ottobre 1932.
Il gonfalone è un drappo di giallo.

## Monumenti e luoghi d'interesse

### Chiesa di San Martino Vescovo
Non ha sempre avuto l’aspetto odierno, poiché tra il 1770 e il 1774 è stata protagonista di una radicale e complessa ristrutturazione, secondo i dettami dell’architettura barocca. L’edificio sacro precedente, perduto ma di origine medievale, era una ben più piccola struttura ad un'unica navata con un piccolo campanile a vela. La ristrutturazione barocca della chiesa fu opera di Nunzio Margiotta, originario del borgo molisano di Pescopennataro. Ancora oggi la chiesa ospita nell'abside il dipinto murale dell'Immacolata Concezione e le tele dei Quattro Evangelisti di Paolo Gamba, oltre a una tela del Trasporto della santa casa di Loreto del pittore oratinese Ciriaco Brunetti e un'anonima Annunciazione con san Bernardino da Siena, tutti databili al XVIII secolo.

### Chiesa di San Bonaventura
Subì molte modifiche nel corso dei secoli, come i restauri successivi al terremoto del 1688 e i danneggiamenti del periodo di abbandono terminato nel 1850. Ha ospitato per molto tempo un limitato gruppo di suore francescane, le quali gestivano anche l'asilo infantile del paese. L’interno presenta un unico altare, sormontato da una grande tela settecentesca con la Madonna del Rosario. Il patrimonio artistico della Chiesa è stato arricchito nel 2015 grazie ai dipinti degli artisti molisani Giulio Oriente e Antonio D'Attellis, rispettivamente sul lato sinistro e destro dell’ambiente. Al suo interno si trova murata la lapide funeraria romana con i due coniugi scolpiti e su una parete esterna si trova murata una lunetta di pietra con la scultura di un agnello crucifero, verosimilmente medioevale. L'edificio attualmente è sede del Centro Pastorale San Bonaventura.

### Cappella di Santa Maria in Valle
Si trova nella contrada Civitella, e la sua gestione fin da epoca remota è affidata al clero del confinante paese di Gildone. Il cardinale Vincenzo Maria Orsini (poi divenuto papa con il nome di Benedetto XIII) all'inizio del XVIII secolo obbligò i nobili campobassani Mazzarotta a restaurarla e dunque egli stesso le donò un quadro, la Madonna col Bambino, riaprendola al culto popolare.

### Oratorio di San Bonaventura
Posto all'interno del palazzo baronale della famiglia Paventi di San Bonaventura, si tratta di un oratorio domestico di fine Seicento. Qui si riunivano e custodivano i propri statuti fondativi ed i loro regi assensi i membri delle locali confraternite di San Martino Vescovo e del Ss.mo Rosario, a seguito della rovina della vicina chiesa di San Bonaventura. I confrati di San Martino erano già aggregati fin dall'11 settembre 1608 alla Venerabile Arciconfraternita della Ss.ma Trinità dei Pellegrini e Convalescenti in Urbe. L'oratorio più volte ristrutturato, fu dedicato in origine a san Bonaventura da Bagnoregio, ma dopo il grande terremoto del 26 luglio 1805 fu intitolato anche a sant'Anna, nella cui memoria liturgica il palazzo venne preservato dal sisma. È sede di altare privilegiato, ex indulto Apostolicae Sedis di papa Benedetto XIII Orsini già arcivescovo di Benevento, metropolia sotto cui ricadeva l'arcipretura di Campodipietra. La cappella privata conserva ancora oggi un rilevante archivio storico documentale vincolato, oltre ad alcuni preziosi beni artistico liturgici quali: numerosi reliquiari di santi con autentiche originali, una Mater Dolorosa, olio su tela di scuola romana del XVIII sec. e il baldacchino ligneo con statua in porcellana raffigurante Sant'Anna con Maria bambina, fattura Bottega Italia Meridionale di metà Ottocento, dono del cardinale Carafa di Traetto, arcivescovo di Benevento.

### Cappella di Sant'Antonio
Si trova in contrada San Pietro ed è stata costruita nel 1960 da un privato, dopo una presunta grazia ricevuta proprio da questo santo.

### Chiese scomparse
Nel territorio di Campodipietra erano presenti in passato numerosi piccoli edifici religiosi, spesso abbandonati per secoli, come le chiese di Santa Maria di Loreto, San Michele Arcangelo, San Rocco, San Biagio, Santa Maria degli angeli, Madonna di Montevergine, Santa Croce, San Giovanni Cerreto e Santa Sabina (attestata fin dal Medioevo).

### Ex palazzo Ducale
Un tempo era l'edificio più grande del paese, pur trovandosi stretto fra la porta principale d'accesso al centro storico e la chiesa di San Martino Vescovo. Tra l'Ottocento e la seconda metà del Novecento fu oggetto di radicali restauri, che ne alterarono la fisionomia. Nei secoli precedenti fu sede dei signori del paese, anche se l'unica residenza fissa accertata è quella della duchessa di Campolieto Claudia Carafa, nel XVII secolo.

## Società

### Evoluzione demografica
Abitanti censiti

### Tradizioni e folclore

#### L'antico costume tradizionale paesano
L'antico costume tradizionale indossato dagli uomini e dalle donne della classe contadina del paese tra la fine del Seicento e la prima metà del Novecento è stato ricostruito attraverso i documenti degli antichi notai del paese, alcune fotografie d'epoca e le residue testimonianze orali degli anziani: molto probabilmente ha subito l'influenza della moda spagnola e soprattutto francese di età moderna e, ad ogni modo, le varie componenti degli abiti avevano colori, decori e fogge molto particolari che li rendevano unici e immediatamente riconoscibili. Un altro importante aspetto è che il costume campopetrese risulta molto simile ai costumi di paesi vicini come Gildone, Riccia, Ielsi e 
Toro.

## Amministrazione
Di seguito è presentata una tabella relativa alle amministrazioni che si sono succedute in questo comune.
| Periodo         | Periodo         | Primo cittadino            | Partito                        | Carica      | Note   |
| --------------- | --------------- | -------------------------- | ------------------------------ | ----------- | ------ |
| 11 giugno 1985  | 2 febbraio 1990 | Armando Spina              | lista civica                   | Sindaco     | [ 14 ] |
| 2 febbraio 1990 | 24 maggio 1990  | Maria Nicolina Testa       |                                | Comm. pref. | [ 14 ] |
| 24 maggio 1990  | 24 aprile 1995  | Armando Spina              | Democrazia Cristiana           | Sindaco     | [ 14 ] |
| 24 aprile 1995  | 14 giugno 1999  | Cosmo Paventi              | -                              | Sindaco     | [ 14 ] |
| 14 giugno 1999  | 14 giugno 2004  | Guido Antonio Pietrantuono | lista civica                   | Sindaco     | [ 14 ] |
| 14 giugno 2004  | 8 giugno 2009   | Gianluca Cefaratti         | lista civica                   | Sindaco     | [ 14 ] |
| 8 giugno 2009   | 26 maggio 2014  | Gianluca Cefaratti         | lista civica                   | Sindaco     | [ 14 ] |
| 26 maggio 2014  | 27 maggio 2019  | Giuseppe Notartomaso       | lista civica Fare futuro       | Sindaco     | [ 14 ] |
| 27 maggio 2019  | 9 giugno 2024   | Giuseppe Notartomaso       | lista civica Fare futuro       | Sindaco     | [ 14 ] |
| 9 giugno 2024   | in carica       | Giuseppe Riccitelli        | lista civica Per Campodipietra | Sindaco     | [ 14 ] |

## Sport

### Calcio
La squadra di calcio del paese è l'A.S.D. Campodipietra che ha militato per sette stagioni nel campionato di Eccellenza Molise, raggiungendo un terzo posto nella stagione 2021-2022.